# Dambi jezik
Dambi jezik  (ISO 639-3: dac), austronezijski jezik kojim govori 710 ljudi (2000) u provinciji Morobe zapadno od zaljeva Huon, u Papui Novoj Gvineji (distrikt Mumeng).
Pripada skupini sjevernonovogvinejskih jezika, užoj skupini buang, i jedan je od pet jezika podskupine mumeng

## Vanjske poveznice
- Ethnologue (14th)
- Ethnologue (15th)